# تازه آباد زيرخاكي (مقاطعة تشرداول)
تازه‌آباد زيرخاكي (بالفارسية: تازه‌آباد زیرخاکی) هي قرية تقع في قسم هليلان الريفي في إيران. يقدر عدد سكانها بـ 84 نسمة .